# John Mearsheimer

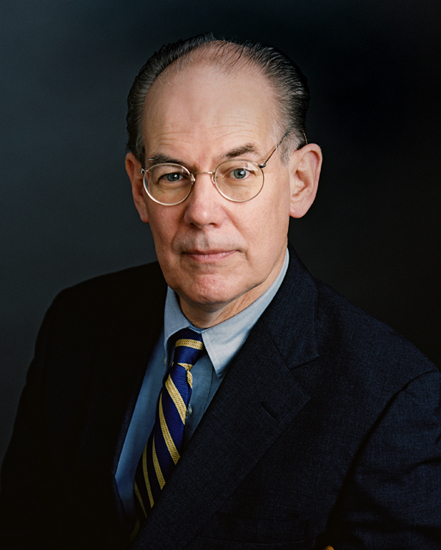
John Mearsheimer (2007)

John Joseph Mearsheimer (Brooklyn, New York, 14 december 1947) is een Amerikaanse politicoloog, gespecialiseerd in Internationale betrekkingen. Hij is hoogleraar aan de University of Chicago. Hij is een vaste auteur van Foreign Affairs. Nieuwsuur raadpleegde hem over het referendum in de Krim. In 2022 plaatste de veiligheidsdienst van Oekraïne Mearsheimer op een lijst van publieke figuren die volgens de dienst Russische propaganda zouden promoten. Mearsheimer behoort tot de zogenoemde realistische school binnen de internationale politiek en staat kritisch tegenover elke vorm van oorlog en ook over de Amerikaanse aanpak ervan. 
- Bibsys: 90396590
- Bibliothèque nationale de France: cb12737237v (data)
- Catàleg d'autoritats de noms i títols de Catalunya: 981058513143006706
- CiNii: DA03590986
- Gemeinsame Normdatei: 131799533
- International Standard Name Identifier: 0000 0001 1038 6929
- Library of Congress Control Number: n83046414
- Nationale Bibliotheek van Letland: 000040803
- MusicBrainz: 9e24aaad-9f22-4a65-8fdc-e836626d0b69
- Mathematics Genealogy Project: 229749
- Bibliotheek van het Japanse parlement: 01076088
- Nationale Bibliotheek van Tsjechië: jx20111129029
- Nationale bibliotheek van Australië: 35974321
- Nationale Bibliotheek van Israël: 987007307202305171
- Nationale en Universitaire bibliotheek Zagreb: 000486570
- Nederlandse Thesaurus van Auteursnamen: 070861587
- Réseau des bibliothèques de Suisse occidentale: 02-A003578734
- Système universitaire de documentation: 07153217X
- Virtual International Authority File: 12431626
- WorldCat: E39PBJxhtKvtfMcwXgc8CwrTHC